# Беджа (мова)
Беджа, бедаує — мова, що належить до афразійської макросімʼї, кушитської сімʼї. Поширена в Судані (штати Червоне море, Кассала, Ніл і Гедареф), Єгипті (губернаторство Червоне море) та Еритреї (регіони Ансеба і Гаш-Барка). В Судані існує література, виходять радіопередачі; в Еритреї вивчається в початковій школі.

## Писемність
Мова беджа користується арабською абеткою (існує кілька її різновидів). Також з 1990-х років вживається латиниця.